# 酒匂生馬
酒匂 生馬（さこ いくま）は、日本の美術監督、プロダクションデザイナー。東京都出身。

## 経歴
アシスタント時代はTVCM、MVの他、大林宣彦監督の映画『彼のオートバイ、彼女の島』『野ゆき山ゆき海べゆき』に美術助手として参加。
独立後 クライマックス有限会社設立。
テレビコマーシャル・ミュージックビデオ・ショートフィルム・グラフィック作品等に参加。

## 主な担当作品

### ＣＭ
- AEON ギフトシリーズTVCM ベッキーさん出演シリーズ他
- セブンアイ＆ホールディングスTVCM AKB48、少女時代他
- NTTドコモ九州 陣内孝則さん出演シリーズ他
- 富士薬品TVCM 松岡修造さん出演シリーズ他
- 日本通運TVCM 滝川クリステルさん出演シリーズ他
- レディースアートネイチャーTVCM 野際陽子さん 松坂慶子さん出演シリーズ他
- 赤霧島TVCM 白鵬翔さんシリーズ（一部）

### MV＆Short Film
- 「待っている時間」（出演：前田亜紀）
- 「virtula」（出演：ribbon）
- 「敦煌」（出演：女子十二楽坊）
- 「beautifl energy」（出演：女子十二楽坊）
- 「PRECIOUS」（出演：MEG）
- 「ハローグッバイ」（出演：YUKI）

### その他
- ドラマ版「イヌゴエ」（出演:綾野剛、奥田恵梨華 他）犬衣装協力